# Cellule épithélioïde
 (mai 2017).
Si vous disposez d'ouvrages ou d'articles de référence ou si vous connaissez des sites web de qualité traitant du thème abordé ici, merci de compléter l'article en donnant les références utiles à sa vérifiabilité et en les liant à la section « Notes et références ».

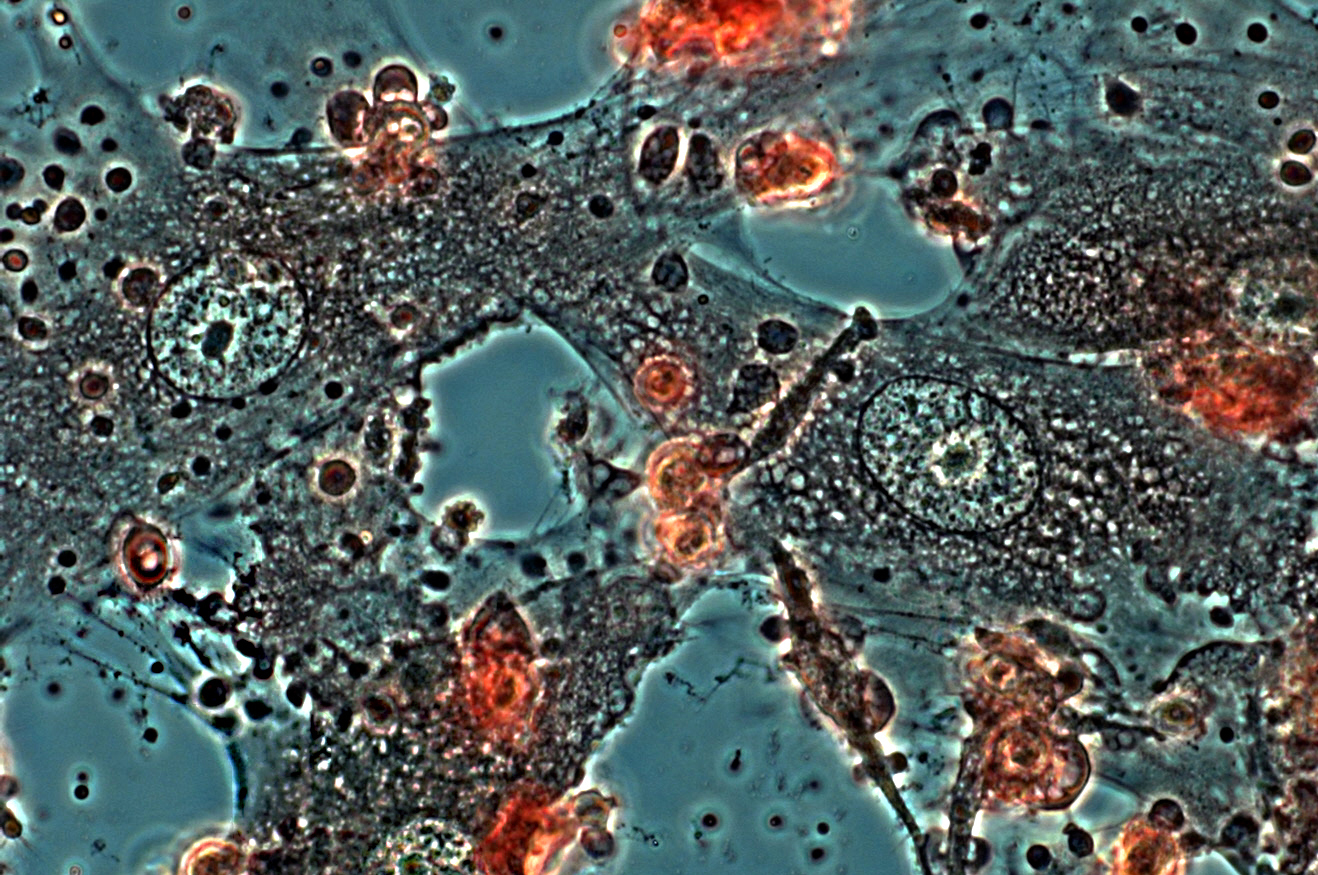
Cellules épithélioïdes formées dans une culture de cellules péritonéales de souris

Les cellules épithélioïdes (parfois appelées aussi histiocytes épithélioïdes) sont des cellules dérivées de macrophages activés et ressemblant à des cellules épithéliales.

## Description
Après coloration à l'hématoxyline et à l'éosine, sous microscope, les cellules épithélioïdes sont des cellules allongées ou parfois arrondies à cytoplasme abondant éosinophile pales (coloration rose pale) à granulation légère et à noyau allongé ovoïde ou encoché clair avec un petit nucléole et une chromatine fine moins denses que celui d'un lymphocyte. Leur cytoplasme contient des vacuoles de pinocytose, des lysosomes et un appareil de Golgi bien développé. Leur durée de vie est brève (entre 1 et 3 semaines).
Ce sont des cellules caractéristiques de l'hypersensibilité granulomateuse. Ce sont des grandes cellules aplaties avec un réticulum endoplasmique accru. On pense que ce sont des macrophages activés qui se sont différenciés après une stimulation antigénique prolongée. La différenciation se poursuit ou les cellules peuvent fusionner pour produire des cellules polynucluées géantes (cellule géante).